# مسجدهای مراغه
مسجدهای تاریخی و قدیمی شیخ بابا، ملا معزالدین، ملارستم، شیخ تاج، شجاع الدوله، طاق، ضریر، سردابه، چهل پا، قاضی، جامع، سفید مراغه جلوه‌هایی دیدنی از هنر معماری گذشتگان است.

## مسجد شیخ بابا
بنای اولیه مسجد تاریخی شیخ بابا در مراغه مربوط به قرون هشتم و نهم هجری است که بر پایه‌های آن، مسجد کنونی بازسازی شده‌است. 
آنچه امروزه از مسجد جامع شیخ بابا باقی مانده یک ستون سنگی و دو ستون چوبی مقرنس کاری شده می‌باشد، این ستون سنگی استوانه‌ای شکل و مرکب از ۲۰ قطعه سنگ مدور است که روی هم گذاشته شده و در مجموع ارتفاع آن به ۵ متر و محیط آن به ۱۸۶ سانتیمتر می‌رسد، ۶۰ سانتیمتر از پایین ستون صاف و بدون نوشته‌است.
بخش بالایی این ستون کتیبه‌ای به خط ثلث در اندازه ۱۶۰ سانتیمتر وجود دارد، تاریخی که در ستون نوشته شده ۸۶۴ هجری قمری است که و متن کتیبه شامل نام‌های محمد و علی و نیز نام مشایخ و مرادهای شیخ بابا و نام بانی بنا و حجار آن می‌باشد و اخیرا این ستون سنگی برای حفاظت بیشتر به موزه مراغه منتقل شده‌است و این ستون سنگی مدور به شماره ثبتی ۷۹۰ در فهرست آثار ملی به ثبت رسیده‌است.

## مسجد ملامعزالدین
این مسجد تاریخی در خیابان خواجه نصیر مراغه واقع شده و بنای مسجد مربوط به دورهٔ صفویه است، به موجب کتیبه مرمری موجود در دیوار جنوبی، مسجد در دوره شاه طهماسب اول در تاریخ ۹۷۶ هجری قمری بازسازی شد و دورهٔ قاجاریه نیز مجدداً مرمت گردید. 
مسجد بزرگ این بنا ۳۶ ستون چوبی در چهار ردیف دارد که از دیوار شمالی وارد محوطه مقبره شیخ معزالدین می‌شود، سنگ قبرهای موجود در محوطه حیاط و مقبره داخل مسجد دارای کتیبه‌های تاریخی نفیسی هستند. از جمله سنگ مرمرین شیخ معزالدین که در حیاط شمالی بنا جای دارد. 
در صفهٔ جلوی مسجد سنگ قبرهای دیگر مرمری قرار دارد که تاریخ‌های ۸۷۱ و ۷۷۲ هجری قمری را نشان می‌دهند، این سنگ نبشته‌ها مشخص می‌سازد که از قرن هشتم تا روی کار آمدن شاه اسماعیل صفوی، خاندان معزالدین در مراغه صدارت و نفوذ داشته‌اند. این مسجد تاریخی با شماره ثبتی ۶۴۳ در فهرست آثار ملی به ثبت رسیده‌است. 

## مسجد ملا رستم
این مسجد در میدان ملارستم در خیابان قدس شهر مراغه واقع شده‌است. سر در بلند ورودی مسجد دارای قوس جناقی و مقرنس کارس‌های گچی است. در حاشیهٔ سردر مسجد از گچ‌بری‌های شبکه‌ای و تزیینات مهندسی استفاده شده و کتیبه‌ای از سنگ مرمر در کنار این سردر ورودی به چشم می‌خورد. 
شبستان مسجد ملارستم دارای ۳۵ ستون چوبی در ۵ ردیف است که سقف چوبی مسجد را نگه داشته‌اند، ستون‌ها و سرستون‌های چوبی مسجد از تزیینات زیبایی برخوردار است. 
این مسجد کتیبه تاریخی ندارد، در کتاب دافع الغرور بنای مسجد به حاجی علیخان مقدم مراغه (حاجب‌الدوله) نسبت داده شده، ولی می‌توان بنای آن را متعلق به دوره صفویه دانست که در دورهٔ قاجاریه نیز مرمت و بازسازی شده‌است. 
مسجد ملارستم نیز یکی از جالب‌ترین مسجدها مراغه و منطقه بوده و تصور می‌رود که این مسجد یکی از نخست‌ترین بناهای شاه طهماسب باشد که دارای ۳۵ ستون زیباست. اهالی محل بر این باورندکه ۴۰ ستون اصفهان و شماری از بناهای ستون دار ایران در دوران صفوی با الهام از مسجد ملارستم ساخته شده‌اند، تزیننات زیبا و دلپذیری که روی سر ستون‌ها و زیر سقف انجام شده به خوبی معید اهمیت این منطقه در دوران صفوی بوده‌است با این حال کل بنای مسجد به شدت آسیب دیده و عمده ستون‌ها بازگشت زمان و عدم مرمت ورسیدگی دچار ترک خوردگی شده‌اند.